# Ion Dumitrana
Ion Dumitrana (1923-1976) a fost un gravor, machetator de mărci poștale și un ilustrator român.

## Biografie
Grafician, machetator de marci postale, ilustrator. De la varsta de 14 ani a lucrat ca angajat al Fabricii de Timbre, mai intai ca ucenic, apoi, prin calificare la locul de munca, a devenit desenator si gravor. A urmat apoi Academia de Arte Frumoase, absolvind-o la clasa lui Alexandru Ciucurencu. Arta gravarii a invatat-o de la maestrul Simion Iuca, dupa care a urmat o serie de specializari in Polonia, Ungaria si Franta, unde a primit un sprijin deosebit din partea profesorului Jules Piel, unul din cei mai mari gravori francezi. Cea mai mare parte din activitate si-a petrecut-o ca maistru heliograf al Fabricii de Timbre din Bucuresti.
A abordat teme diverse, realizand machete individuale, dar si colective, motiv pentru care pe multe din timbrele sale apare celebra semnatura „Colectiv Dumitrana” in dreptul numelui machetatorului. In urma muncii depuse in slujba filateliei romanesti si internationale, ne-au rămas de la Ion Dumitrana 343 de machete de timbre romanesti si peste 70 de machete de timbre straine. A realizat machetele multor mărci poștale românești, africane și din șeicatele arabe, în anii 1950 și 1960.                                                                     
A fost realizatorul unora din marcile postale emise de tari africane si de statele-satelit ale Emiratelor Arabe Unite la sfarsitul anilor 60 si inceputul deceniului urmator, asa numitele Seicate: Fujeira, Sharjah, Ajman etc. Stilul sau inconfundabil transpus in aceste emisiuni exotice este unul din motivele pentru care timbrele din Emirate au placut generatiilor de atunci, dar continua sa reprezinte o atractie pentru colectionarii romani si in prezent.

Activitatea sa artistica a fost legata aproape exclusiv de filatelie, participarile in cadrul Expozitiilor de Arta fiind foarte rare. A indeplinit o scurta perioada si functia de vicepresedinte al Asociatiei Filatelistilor din Romania, iar pentru intreaga sa activitate a fost distins cu „Ordinul Muncii” si „Medalia Muncii"